# Rosa laevigata
Rosa laevigata — вид рослин з родини розових (Rosaceae); поширений у південно-східному Китаї, північному В'єтнамі й Тайвані.

## Опис

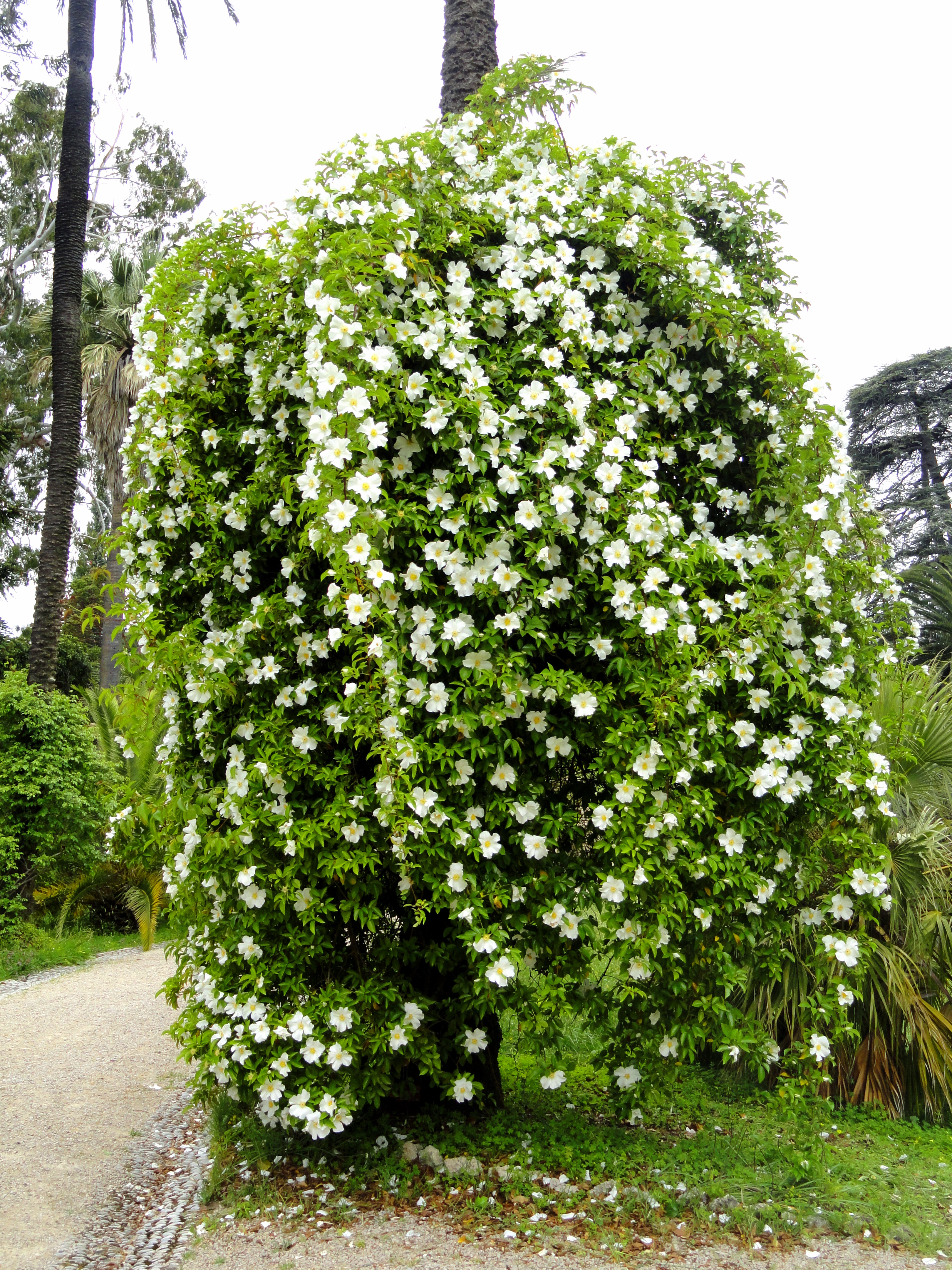
кущ

Кущ вічнозелений, виткий, заввишки до 5 м. Гілочки пурпурно-коричневі, круглі в перерізі, дебелі; колючки розсіяні, вигнуті, до 4 мм, плоскі, поступово звужуються до широкої основи; щетина залозиста, щільна на молодих стеблах, до 4 мм. Листки включно з ніжкою 5–10 см; прилистки ланцетні, залозисто пилчасті, верхівки гострі; ніжки й ребра коротко колючі та залозисто щетинисті; листочків 3, рідко 4, еліптично-яйцюваті, яйцюваті або ланцетоподібно-яйцюваті, 2–6 × 1.2–3.5 см, поверхні знизу іноді трохи колючі та залозисті щетинисті вздовж серединної жилки, коли молоді, ± голі, зверху — голі, основа широко клиноподібна, край гостро пилчастий, вершина гостра або округло-тупа. Квітки поодинокі, пазушні, діаметром 5–10 см; плодоніжка 1.8–2.5(3) см, щільно-залозиста щетина; приквітки відсутні; чашолистків 5, стійкі, трохи коротші за пелюстки, яйцювато-ланцетні, знизу голі, зверху густо запушені, край цілий, часто залозисто щетинистий; пелюстків 5, напівподвійні або подвійні, білі, широко оберненояйцюваті. Плоди шипшини пурпурно-коричневі, грушоподібні або оберненояйцюваті, рідко субкулясті, 0.8–1.5 см у діаметрі.
Період цвітіння: квітень — червень; період плодоношення: липень — листопад.

## Поширення
Поширений у південно-східному Китаї, північному В'єтнамі й Тайвані; також культивується.
Населяє чагарники, відкриті гірські ділянки, відкриті поля, сільськогосподарські угіддя. Висота зростання: 200–1600 м.

## Використання
З фруктів добувають цукор, який також використовують для бродіння вина. Коріння, листя та плоди використовуються у лікувальних цілях.